# Keiko Agena
Keiko Agena (Honolulu, 3 ottobre 1973) è un'attrice statunitense.

## Biografia
Agena, di origine giapponese, è nata a Honolulu e ha iniziato a recitare all'età di 10 anni. Ha frequentato la scuola preparatoria Mid-Pacific Institute a Oahu e il Whitman College per un anno come studentessa di recitazione.
Agena si è sposata con Shin Kawasaki nella Las Vegas Valley in Nevada, il 19 dicembre 2005.

## Carriera
Agena è meglio conosciuta per il suo ruolo in Una mamma per amica, dove ha interpretato Lane Kim, un'adolescente coreano-americana che è la migliore amica di Rory Gilmore, uno dei personaggi principali. Agena ha interpretato questo ruolo nonostante fosse molto più grande del suo personaggio, che aveva 16 anni all'inizio della serie, quando Agena ne aveva 27. Agena è poi apparsa in tre episodi di Felicity nel ruolo di Leila Foster. Ha ricevuto il premio come miglior attrice agli Ammy Awards, che onorano i risultati asiatici e asiatico-americani nel cinema e in televisione. Ha fornito la voce di Yori nella serie animata Disney Kim Possible nelle stagioni 2, 3 e 4. Inoltre, Agena ha interpretato Jun Ni nel film Hair Show con Mo'Nique. È stata guest star in Private Practice, Castle e nell'episodio 12 dell'ultima stagione di E.R. È apparsa anche in Pericolosamente bionda insieme a Jessica Simpson. Nel 2010, è apparsa a teatro con No-No Boy a Santa Monica, California . In seguito ha recitato in un episodio della settima stagione di Dr. House. Nel 2011, Agena ha interpretato il ruolo dell'aiutante di Mearing, interpretata da Frances McDormand, in Transformers 3. Nel 2017, l'attrice ha interpretato un'insegnante del liceo nella serie Netflix Tredici.

## Filmografia

### Cinema
- Hundred Percent, regia di Eric Koyanagi (1998)
- Tomato and Eggs, regia di Shawn Chou - cortometraggio (2002)
- Cats and Mice, regia di Samson Yi (2003)
- Red Thread, regia di Cynthia Liu - cortometraggio (2003)
- Western Avenue, regia di Sumi Yang - cortometraggio (2003)
- The Perfect Party, regia di James Huang (2004)
- Hair Show, regia di Leslie Small (2004)
- Chances Are, regia di Josh Kameyer - cortometraggio (2006)
- Pericolosamente bionda (Major Movie Star), regia di Steve Miner (2008)
- Transformers 3 (Transformers: Dark of the Moon), regia di Michael Bay (2011)
- Lil Tokyo Reporter, regia di Jeffrey Gee Chin (2012)
- Me + Her, regia di Joseph Oxford (2014)
- The Night Is Young, regia di Dave Hill (2017)

### Televisione
- Renegade - serie TV, episodio 1x14 (1993)
- Sister, Sister - serie TV, episodio 2x13 (1995)
- Terror in the Shadows, regia di William A. Graham - film TV (1995)
- E.R. Medici in prima linea (ER) - serie TV, episodio 5x09 (1998) 15x12 (2008)
- Beverly Hills 90210 (Beverly Hills, 90210) - serie TV, episodio 9x25 (1999)
- Felicity - serie TV, episodi 2x16-2x18-2x19 (2000)
- Squadra Med - Il coraggio delle donne (Strong Medicine) - serie TV, episodio 2x19 (2001)
- The Nightmare Room - serie TV, episodi 1x06 - 1x07 (2001)
- Senza traccia (Without a Trace) - serie TV, episodio 4x14 (2006)
- Una mamma per amica (Gilmore Girls) - serie TV, 154 episodi (2000-2007)
- Incinta o... quasi  (Labor Pains), regia di Lara Shapiro - film TV (2009)
- Dr. House - Medical Division (House, M.D.) - serie TV, episodio 7x05 (2010)
- Castle - serie TV, episodio 2x16 (2010)
- Scandal - serie TV, episodio 2x08 (2012)
- Shameless - serie TV, episodi 3x05-3x06-3x07 (2013)
- NCIS: Los Angeles - serie TV, episodio 8x18 (2016)
- Tredici - serie TV (2017)
- The First - serie TV (2018)
- Better Call Saul - serie TV, 3 episodi (2018)
- Dirty John - serie TV (2018-in corso)
- Prodigal Son - serie TV (2019-2021)

## Doppiatrici italiane
Nelle versioni in italiano delle opere in cui ha recitato, Keiko Agena è stata doppiata da:
- Domitilla D'Amico in Una mamma per amica,  Castle, Felicity, Prodigal Son
- Giulia Franzoso in Squadra Med - Il Coraggio delle donne
- Gilberta Crispino in Private Practice
- Sabrina Duranti in Dr. House - Medical Division
- Eleonora De Angelis in Shameless
- Luisa Ziliotto in Scandal
- Valeria Vidali in Twisted
- Giulia Franceschetti in NCIS: Los Angeles
- Lucrezia Marricchi in Colony
- Marcella Silvestri in Tredici
- Valentina Favazza in Better Call Saul

Da doppiatrice è sostituita da:
- Letizia Scifoni in Kim Possible